# Éducation de prince

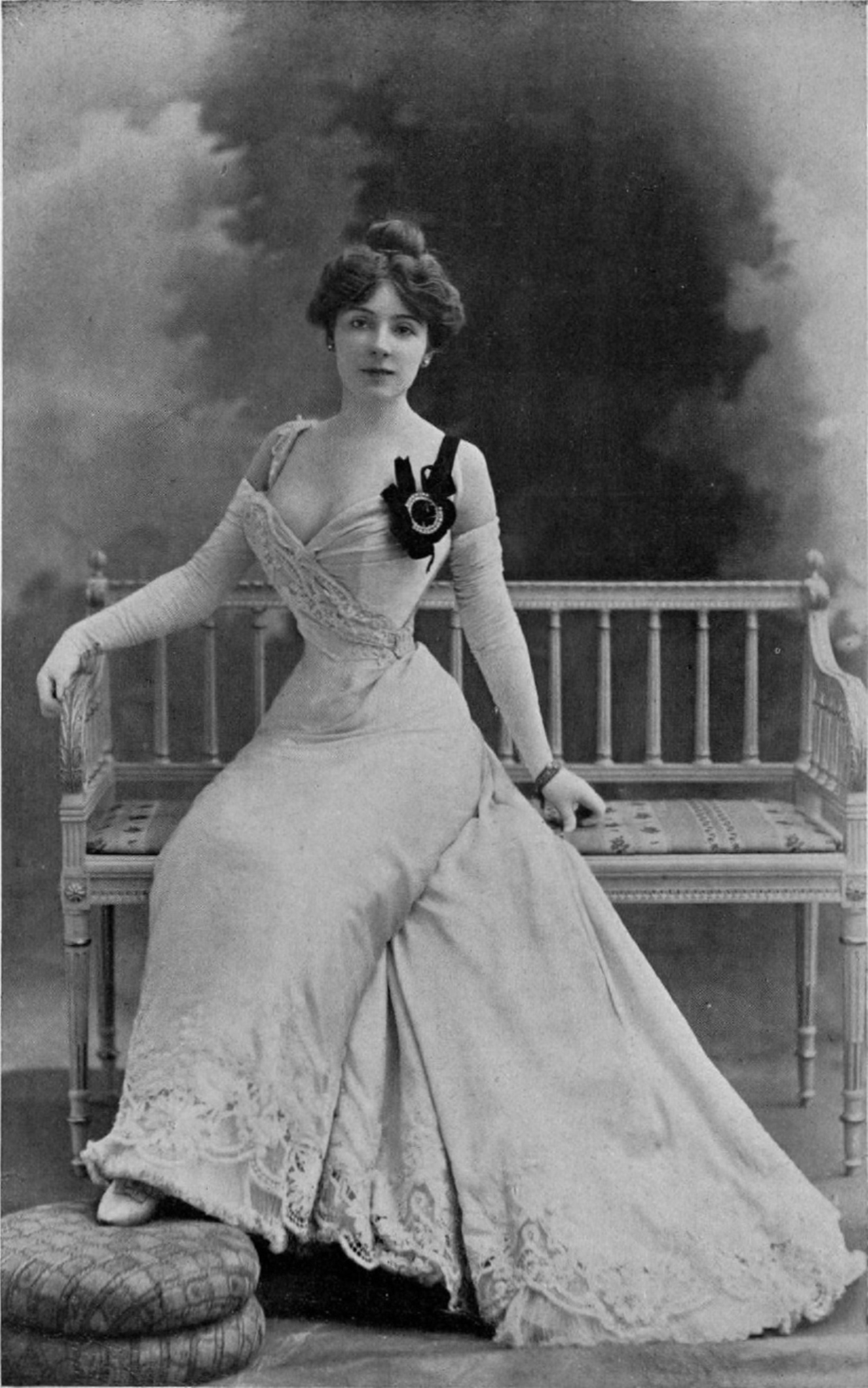
Amélie Diéterle dans le rôle de Mariette Printemps, théâtre des Variétés, 1900 (photo de Léopold-Émile Reutlinger).

Éducation de prince est une comédie en quatre actes de Maurice Donnay. Publiée une première fois en feuilleton dans La Vie parisienne entre 1893 et 1894 sous le titre L'Éducation d'un prince et le pseudonyme de Lysis, elle a été créée sur la scène du théâtre des Variétés le 17 mars 1900. La pièce fut d'abord publiée en volume en 1895 par Paul Ollendorff, rééditée par la même maison d'édition en 1907, puis par Fayard en 1912, par Jules Tallandier en 1927 et enfin dans une belle édition de luxe (Bibliophiles du Cornet) illustrée par Lucien Jonas en 1931.

## Argument
La reine de Silistrie, qui assure la régence du royaume depuis la mort de son époux Bojidar XXII, charge René Cercleux de faire l'éducation amoureuse de son beau-fils Alexandre, né d'un premier lit et héritier du trône, auprès des petites femmes parisiennes.

## Historique
Après sa création au théâtre des Variétés en 1900 par Albert Brasseur, Jeanne Granier, Ève Lavallière et Amélie Diéterle, puis dans une version remaniée par l'auteur au théâtre du Vaudeville le 8 novembre 1906, la pièce a été l'objet de nombreuses reprises, dont celle de 1932 au théâtre de l'Odéon, ainsi que de deux adaptations cinématographiques en 1927 et 1938.

## Distribution
Théâtre des Variétés (1900)
- Albert Brasseur : René Cercleux

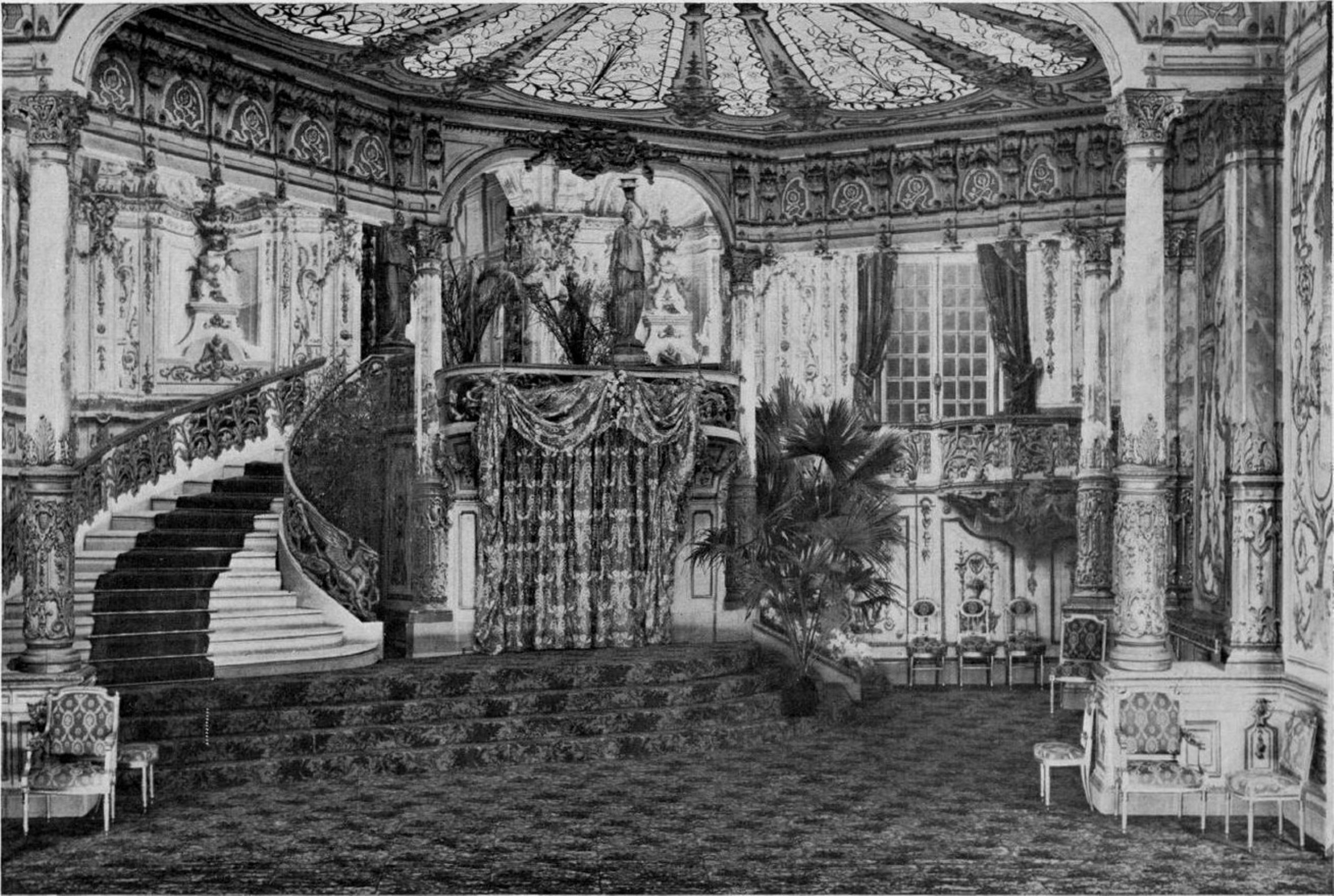
Décor de l'acte III : La Fête des Rois, théâtre des Variétés, 1900.

- Guillaume Guy : le comte de Ronceval
- André Brulé : le prince Alexandre dit Sacha
- Émile Petit : Garan
- Charles Prince : Jacques Transe
- Demey : Gardène
- André Simon : Poitrineau
- Dubroca : Troybemolles
- Mesmaecker : Mohammed
- Jeanne Granier : la Reine de Silistrie
- Andrée Mégard : Raymonde
- Angèle : Blanche de Marènes
- Ève Lavallière : Chochotte
- Amélie Diéterle : Mariette Printemps
- De Lagny : Lucienne d'Ostende
- Jane Demarsy : Julia Radler
- Jane Yvon : Jeanne de Courseulles
- Brunel : Julia

Théâtre du Vaudeville (1906)
- Louis Gauthier : Cercleux

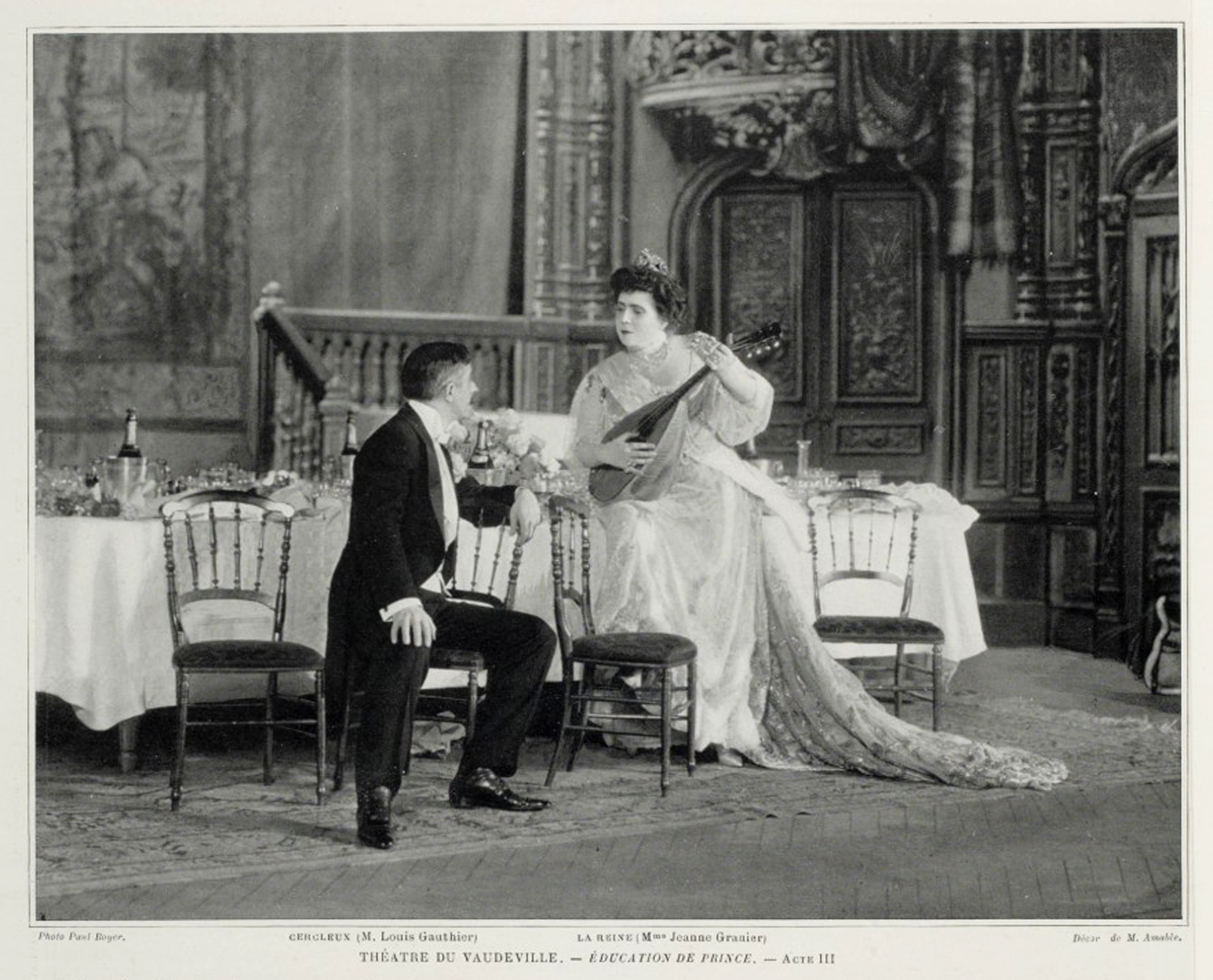
Louis Gauthier et Jeanne Granier, théâtre du Vaudeville, 1906.

- Léon Lérand : le comte de Ronceval
- Henry Defreyn : Sacha
- André Nicolle : Garan
- Georges Baud : Jacques Transe
- Aussourd : Gardène
- Baron fils : Moitrinet (Poitrineau)
- Victor Boucher : Troybemolles
- Jean Joffre : Braoulitch
- Vertin : Gaëtan
- Camille Bert : Courtois
- Chocolat fils : Mohammed
- Suarès : Alcide
- Jeanne Granier : la Reine
- Marville : Raymonde Perey
- Wilford : Blanche de Livry (Blanche de Marènes)
- Jeanne Heller : Chochotte
- Harley : Mariette Printemps
- Cécile Caron : Mme Garantie
- Paule Andral : Yvonne d'Ostende (Lucienne d'Ostende)
- Louisa de Mornand : Julia Radler
- Jeanne Marie-Laurent : Albertine
- Chantenay : Lucienne Villedo

## Adaptations cinématographiques
- Éducation de prince (1927) de Henri Diamant-Berger, avec Jean Dax, Edna Purviance et Pierre Batcheff ;
- Éducation de prince (1938) d'Alexander Esway avec Louis Jouvet, Elvire Popesco et Robert Lynen.